# Denzel Ward
Denzel N. Ward (* 28. April 1997 in Macedonia, Ohio) ist ein US-amerikanischer American-Football-Spieler auf der Position des Cornerbacks, der für die Cleveland Browns in der National Football League (NFL) spielt. Er spielte College Football für Ohio State und wurde von den Browns im NFL Draft 2018 als vierter Spieler ausgewählt.

## Jugend
Vor seiner Football-Karriere betätigte sich Ward auch als Leichtathlet, vornehmlich im Sprint, in den Sprintstaffeln und im Weitsprung. World Athletics weist für ihn eine 100-m-Bestzeit von 10,68 (inoffiziell 10,49) Sekunden auf.

## College
Denzel Ward begann seine Collegekarriere an der Ohio State University bei den Ohio State Buckeyes im Jahr 2015. In seinem dritten Jahr schaffte er es in die Startformation. Er spielte in 14 Spielen und verzeichnete dabei 37 Tackles und 2 Interceptions.
Am 9. Dezember 2017 verkündete Ward auf Twitter, dass er auf die vierte Saison bei den Buckeyes verzichten und sich zum NFL Draft anmelden werde. Zudem entschied er sich dazu, nicht am Cotton Bowl Classic teilzunehmen.

## NFL
Denzel Ward wurde bei dem NFL Draft 2018 an vierter Stelle von den Cleveland Browns ausgewählt.
Am 25. Juli 2018 unterschrieb Ward einen Vertrag über vier Jahre mit einer Teamoption für ein fünftes Jahr bei den Cleveland Browns. Beim Spiel gegen die Pittsburgh Steelers gab Ward sein NFL-Debüt. Dabei sammelte er 6 Tackles und 2 Interceptions. Seine erste Interception fing er beim Passversuch von Ben Roethlisberger, welcher Antonio Brown erreichen sollte. Er war damit der viertjüngste Spieler der NFL, dem seinem Rookie-Debüt in der NFL zwei Interceptions gelangen. Seine insgesamt drei Interceptions waren am Ende der Saison der zweitbeste Wert unter den Rookies. Nachdem er sich gleich in seiner ersten Saison als Top-Cornerback der Cleveland Browns etabliert hatte, wurde er für den Pro Bowl nominiert. Dabei erhielt bei der Fan-Abstimmung die meisten Stimmen aller AFC-Cornerbacks.
Aufgrund einer Oberschenkelverletzung verpasste Ward vier der ersten sechs Saisonspiele 2019., bestritt aber anschließend die verbleibenden 10 Saisonspiele als Starter. In Woche 14 gelang ihm gegen die Cincinnati Bengals sein erster Karriere-Touchdown nach einem abgefangenen Pass von Andy Dalton, den er für 61 Yards zum Pick Six zurücktragen konnte.
Nach zehn Starts in der Saison 2020 verpasste Ward drei Spiele wegen einer Wadenverletzung, in denen sein Team 523 Yards Raumverlust hinnehmen musste. Zuvor hatte er in Woche 10 mit vier abgewehrten Pässen, darunter eine Interception, einen neuen Karrierebestwert erzielt.
Auch 2021 wurden seine starken Leistungen wieder mit einer Nominierung für den Pro Bowl honoriert. Herausragend war sein 99-Yards-Interception-Touchdown in Woche 9, wiederum gegen die Cincinnati Bengals, als er im ersten Drive des Spiels unmittelbar vor der eigenen Endzone einen Passversuch von Joe Burrow abfangen und zum Pick Six zurücktragen konnte. Das war der zweitlängste Defensivtouchtown in der Geschichte der Cleveland Browns.
Am 20. April 2022 verlängerte er seinen Vertrag um fünf Jahre mit einem Gesamtvolumen von 100,5 Millionen US-Dollar, womit er zum bestbezahlten Cornerback der NFL aufstieg. Er war der einzige Spieler in der NFL, dem in der Saison 2022 zwei Fumble-Return-Touchdowns gelangen.
Seine dritte Pro-Bowl-Nominierung erhielt Ward 2023. Er hatte maßgeblichen Anteil daran, dass die Browns den Gegnern in dieser Spielzeit die wenigstens Yards erlaubten (4593, 270 Yards pro Spiel im Durchschnitt).
Wards 19 abgewehrte Pässe in der Saison 2024 waren nicht nur Karriere- sondern auch Liga-Bestwert. Dazu verzeichnete er zwei Interceptions und wurde zum vierten Mal für den Pro Bowl nominiert.

### NFL-Statistiken
| Saison                             | Saison | Spiele | Spiele      | Tackles | Tackles | Tackles | Tackles | Interceptions | Interceptions | Interceptions | Interceptions | Interceptions | Fumbles | Fumbles | Fumbles |
| Jahr                               | Team   | Spiele | als Starter | Gesamt  | Solo    | Ast     | Sacks   | PD            | INT           | Yds           | Lng           | TD            | FF      | FR      | TD      |
| ---------------------------------- | ------ | ------ | ----------- | ------- | ------- | ------- | ------- | ------------- | ------------- | ------------- | ------------- | ------------- | ------- | ------- | ------- |
| 2018                               | Browns | 13     | 12          | 53      | 41      | 12      | 0,0     | 11            | 3             | 26            | 26            | 0             | 1       | 2       | 0       |
| 2019                               | Browns | 12     | 12          | 44      | 38      | 6       | 0,0     | 11            | 2             | 61            | 61            | 1             | 0       | 1       | 0       |
| 2020                               | Browns | 12     | 12          | 46      | 38      | 8       | 0,0     | 18            | 2             | 0             | 0             | 0             | 1       | 0       | 0       |
| 2021                               | Browns | 15     | 15          | 43      | 34      | 9       | 0,5     | 10            | 3             | 103           | 99            | 1             | 0       | 0       | 0       |
| 2022                               | Browns | 14     | 14          | 53      | 42      | 11      | 0,0     | 15            | 3             | 0             | 0             | 0             | 0       | 2       | 2       |
| 2023                               | Browns | 13     | 11          | 34      | 30      | 4       | 0,0     | 11            | 2             | 20            | 20            | 0             | 1       | 0       | 0       |
| 2024                               | Browns | 16     | 16          | 49      | 41      | 8       | 0,0     | 19            | 2             | 0             | 0             | 0             | 1       | 1       | 0       |
| Gesamt                             | Gesamt | 95     | 92          | 322     | 264     | 58      | 0,5     | 95            | 17            | 210           | 99            | 2             | 4       | 6       | 2       |
| Quelle: pro-football-reference.com |        |        |             |         |         |         |         |               |               |               |               |               |         |         |         |

## Persönliches und soziales Engagement
Wards Vater starb 2016 an einem Herzstillstand. Im Gedenken an seinen Vater gründete Denzel Ward in jenem Jahr die Stiftung „Make Them Know Your Name“, die sich die Aufklärung, Prävention und Behandlung von Herzerkrankungen zur Aufgabe gemacht hat.